# Hildegard Schorn
Hildegard Schorn (* 10. Jänner 1947 in Wien) ist eine ehemalige österreichische Politikerin (ÖVP) und Landwirtin. Von 1987 bis 1994 war sie Abgeordnete zum österreichischen Nationalrat.
Schorn besuchte nach der Pflichtschule eine landwirtschaftliche Fachschule und legte die Meisterprüfung in ländlicher Hauswirtschaft ab. In der Folge war sie als Landwirtin tätig.
Ab 1984 engagierte Schorn sich im politischen Bereich als Bezirksbäuerin des Bezirkes Schwechat und 1986 wurde sie in die Bezirksparteileitung der ÖVP Schwechat gewählt. 1985 wurde sie Kammerrat der Bezirksbauernkammer Schwechat, 1990 Vorsitzende des Bezirksbauernrates Schwechat. 1990 übernahm sie außerdem das Amt der Gebietsbäuerin. Zwischen dem 6. April 1987 und dem 6. November 1994 vertrat Schorn die ÖVP im Nationalrat. 